# Tijolo
O tijolo (do espanhol tejuelo, diminutivo de tejo - caco de telha) é um produto cerâmico, avermelhado, geralmente em forma de paralelepípedo e amplamente usado na construção civil, artesanal ou industrial. É um dos principais materiais de construção. O tijolo tradicional é fabricado com argila e de cor avermelhada devido cozimento, e pode ser maciço ou furado.

## História
Em países onde árvores grossas são escassas e especialmente em todos os países mediterrâneos, a argila foi um dos primeiros materiais de construção usados. O tijolo é facilmente obtido a partir da argila ou da terra crua. Por outro lado, quando o tijolo de terra crua é deixado no fogo, adquire solidez e dureza. Acima de tudo, a queima do tijolo remove o inconveniente dele se dissolver na água. Essa mudança na técnica do tijolo cru para o tijolo cozido beneficiou tanto os tijolos quanto as telhas, os ladrilhos e as cerâmicas em geral. Uma outra grande mudança aconteceu quando foi possível cobrir a sua superfície, que permanece porosa e absorvente mesmo após a queima, com uma camada vítrea impermeável, o esmalte. Essa mudança, no entanto, beneficiou mais as telhas e a cerâmica do que os tijolos, cujo uso permanece escasso.
Seu uso generalizou-se a partir do quarto milênio, com a invenção e utilização da forma de tijolo com dimensões padronizadas, dando origem às primeiras cidades urbanizadas.
A nível europeu, a energia necessária para o fabrico de tijolos - pensando em 1m² de muro construído - diminuiu  em 39% entre 1990 e 2007. Nos países industrializados, os custos de fornecimento de energia estão levando certas olarias a diversificar suas atividades com a fabricação de tijolos de terra crua. 

### Oriente Médio e Sul da Ásia

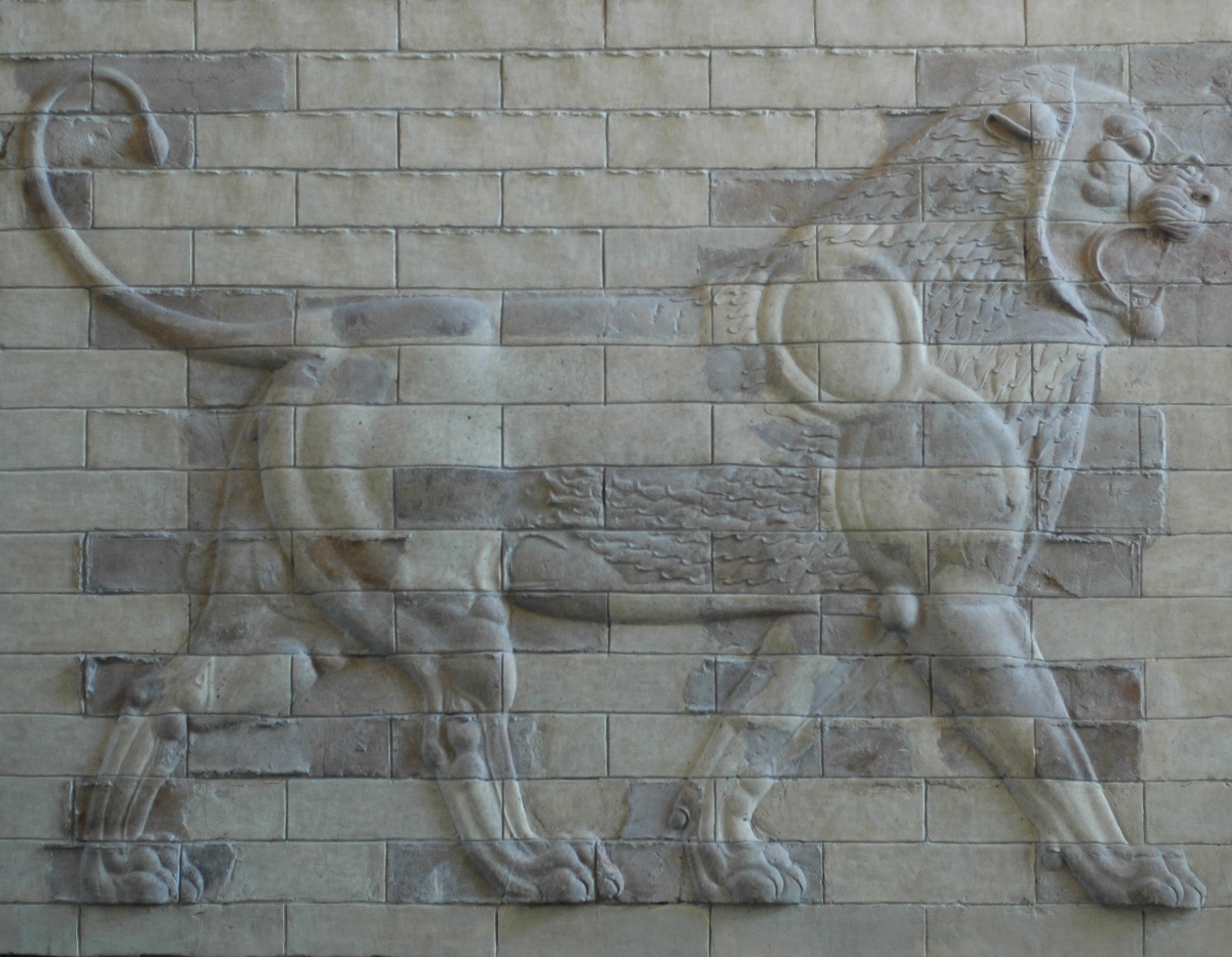
Painel decorativo num palácio sumério, em Susa

Os primeiros tijolos eram geralmente secos ao sol até ficarem sólidos o suficiente para serem usados. Eles eram compostos de terra ou lama contendo argila. Os tijolos mais antigos que se tem notícia são datados de antes de 7 500 a.C. e foram encontrados em Tell Aswad, na região do alto Tigre e no sudeste da Anatólia, perto de Diyarbakir. Os habitantes de Mehrgarh, no sul da Ásia, também construíram e viveram em casas construídas de tijolos secos ao ar livre entre 7 000-3 300 a.C. Descobertas de tijolos datados entre 7 000 e 6 395 a.C. também foram feitas em Jericó, em Çatalhüyük, na antiga fortaleza egípcia de Buém e nas antigas cidades do vale do Indo de Moenjodaro, Harapa  e Mehrgarh. Tijolo cozido foi usado em 3 000 a.C. nas primeiras cidades do Vale do Indo, como Kalibangan.
Os tijolos foram uma inovação tecnológica importante, pois permitiram erguer edifício resistentes à temperatura e à umidade, numa altura em que o Homem deixou de ser nómade, passando a ter a necessidade de possuir construções resistentes e duráveis. Por volta do ano de 1 200 a.C., o fabrico de tijolos generalizou-se na Europa e na Ásia.

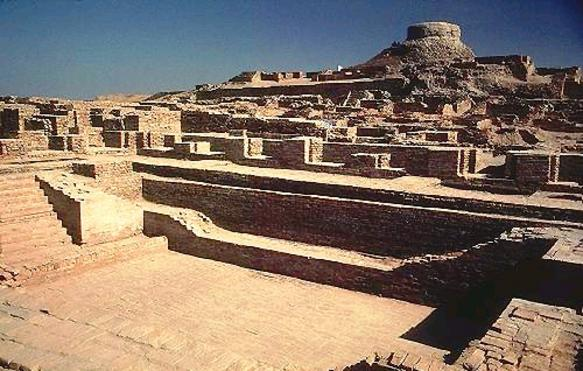
Moenjodaro, no Paquistão

Na região dos rios Tigre e Eufrates, os tijolos começaram a ser utilizados há mais de cinco mil anos. Isto deve-se sobretudo à grande escassez de rocha e madeira nessa região, o que fez com que as populações aderissem a outros materiais construtivos, como por exemplo o tijolo. Também na Suméria o material de eleição foi o tijolo; tinham uma forma arredondada e não eram unidos com argamassa, nem com cimento. Para tornar os edifícios mais seguros e resistentes os espaços vazios eram preenchidos com betume, palha e ervas.
Também no Antigo Egito e na civilização do Vale do Indo o tijolo era um material muito utilizado. As dimensões dos tijolos encontrados tinham uma razão de 4:2:1; estas são as dimensões ideais para este tipo de elemento construtivo.

### China
Os primeiros tijolos cozidos apareceram na China neolítica por volta de 4 400 a.C. em Chengtoushan, um povoado murado da cultura Daxi. Esses tijolos foram feitos de argila vermelha, queimados em todos os lados acima de 600 °C, e usado como piso nas casas. No período de Qujialing (3 300 a.C.), tijolos cozidos eram usados para pavimentar estradas e para fazer as fundações de edifícios em Chengtoushan.
Os tijolos continuaram sendo usados durante o segundo milénio a.C. em locais próximos de Xiam. Tijolos cozidos foram encontrados nas ruínas de Zhou Ocidental (1046–771 BC), onde eram produzidos em larga escala.

### Europa

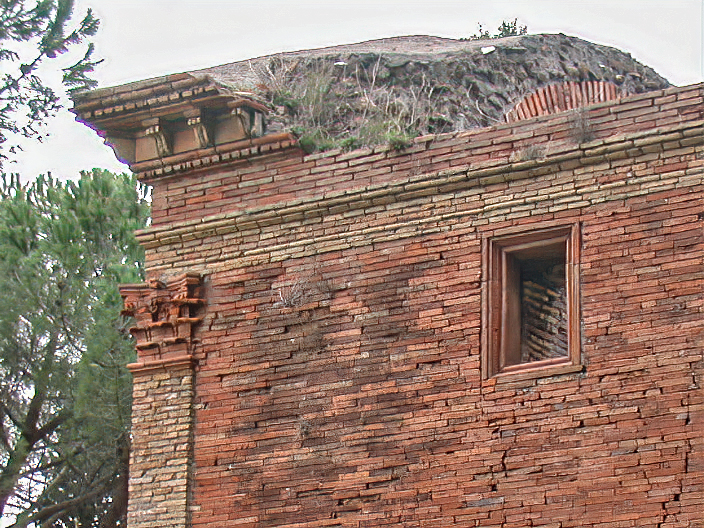
Túmulo romano na Via Ápia, em Roma, onde é utilizado o tijolo romano

As primeiras civilizações ao redor do Mediterrâneo adotaram o uso de tijolos cozidos, incluindo os antigos gregos e romanos. Sabe-se que as legiões romanas utilizavam fornos móveis para fabricação de tijolos. Os romanos adotaram também o tijolo e desenvolveram um novo tipo - tijolo romano. Este foi um dos principais elementos de construção dos edifícios do Império. Tinham uma forma um pouco fora do habitual, pois eram bastante compridos (6:2:1). Frank Lloyd Wright, arquitecto americano do século XX, utilizou este tipo de tijolo em muitas das suas obras.

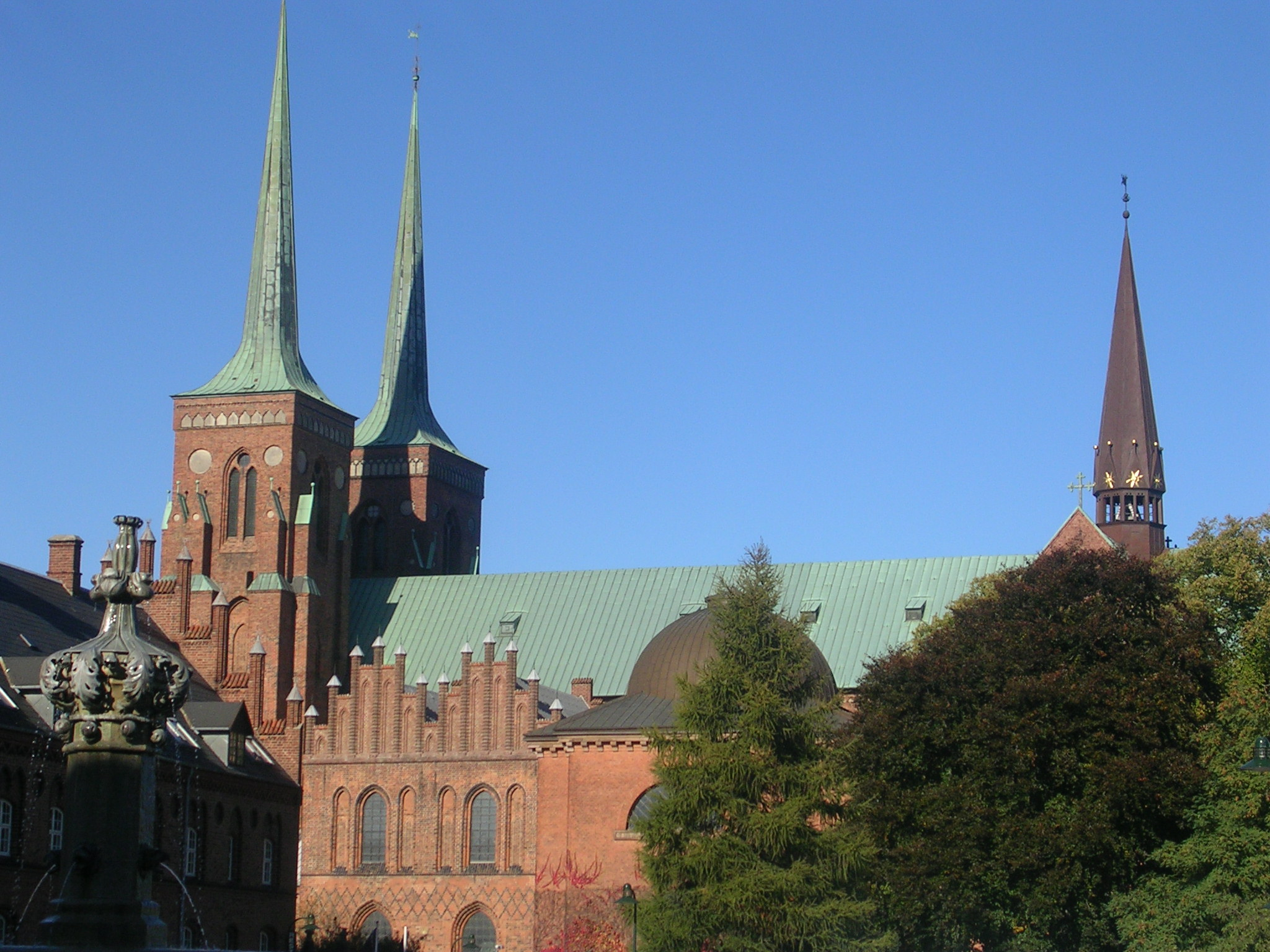
Catedral de Rosquilda, na Dinamarca, é um exemplo de gótico báltico

No século XII, os tijolos produzidos no norte de Itália foram levados para a Alemanha, onde se adquiriram um importante papel na arquitectura. O chamado Gótico Báltico foi uma variação do estilo gótico onde o tijolo era o principal elemento construtivo. Teve um grande impacto nos países nórdicos devido à falta de pedra. Podem-se encontrar exemplos destes edifícios na Dinamarca, Alemanha, Polónia ou Rússia.
Durante o Renascimento e o Barroco, as paredes de alvenaria de tijolo não eram apreciadas. Porém, não foi razão para se deixar de utilizar este material; as paredes eram revestidas a gesso, no interior e exterior do edifício, de maneira a que não se percebesse a natureza do material utilizado. Já no século XVIII, as paredes de tijolo voltaram a ser aceitas esteticamente.

### Era industrial

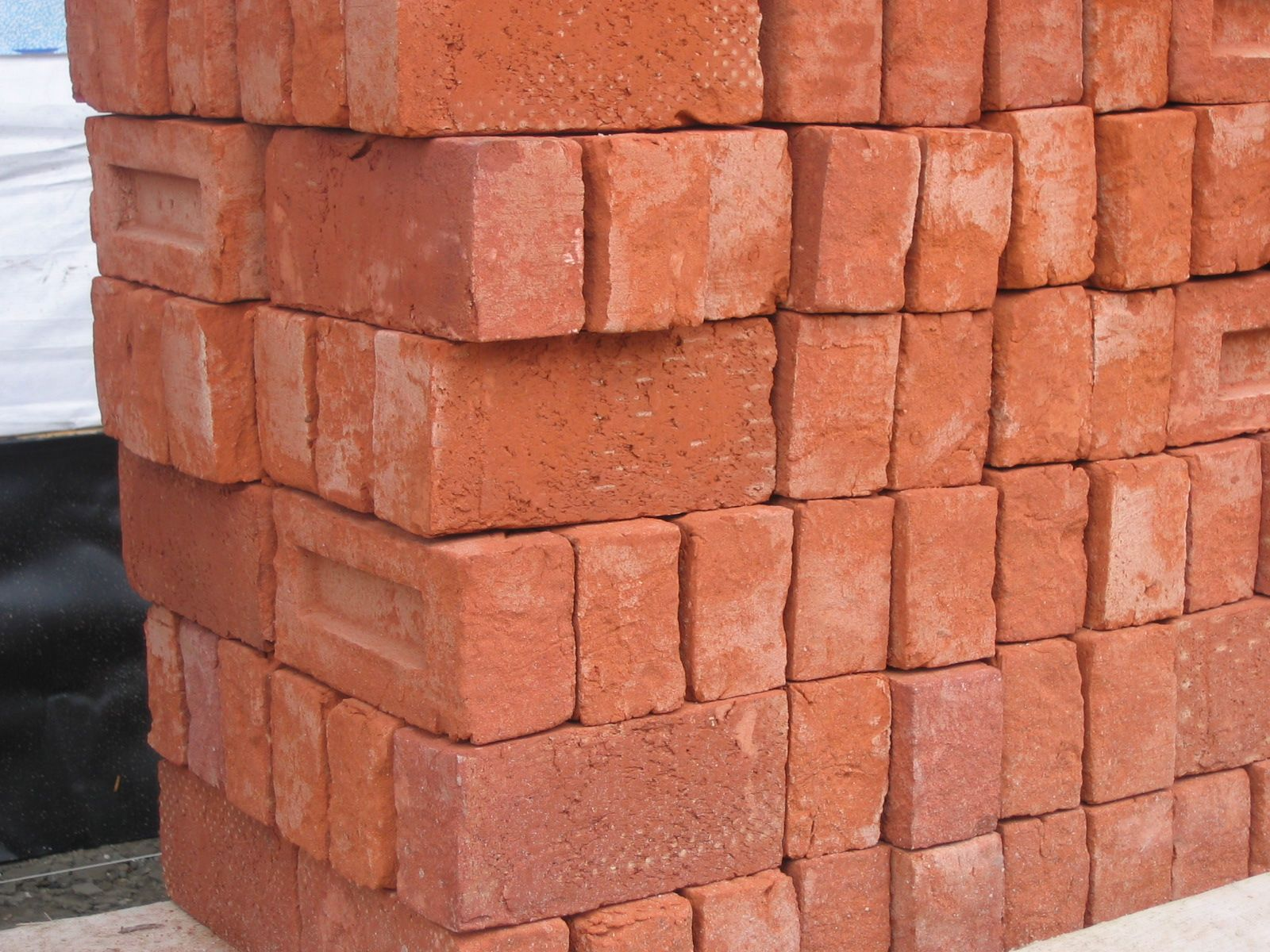
Tijolos maciços empilhados

A produção de tijolos aumentou consideravelmente com o início da Revolução Industrial e o crescimento na construção de fábricas na Inglaterra. Por razões de tempo e economia, os tijolos foram cada vez mais utilizados como material de construção em detrimento da pedra, mesmo em áreas onde a pedra estava facilmente à disposição. Foi nessa época em Londres que o tijolo de um vermelho vivo foi escolhido para ser usado na construção, a fim de tornar os prédios mais visíveis na forte neblina e ajudar a prevenir acidentes de trânsito.
A Revolução Industrial trouxe a produção em massa de tijolos. As pequenas oficinas que produziam tijolos desapareceram para dar lugar a grandes fábricas, com fornos enormes, que tornavam a produção de tijolos mais rápida e barata. O uso do tijolo foi generalizado; por toda a Europa apareciam novas fábricas que precisavam de ser erguidas e a indústria dos tijolos expandiu-se largamente.
Durante a Revolução Industrial, as olarias francesas se juntaram e formaram verdadeiras fábricas. Fornos de carvão aumentaram a capacidade de produção, surgiram fornos maiores e mais eficientes - tais como o forno Hoffmann, o forno Bull, etc. - e grandes chaminés de tijolo tornam-se os elementos característicos destas olarias. Toulouse, com suas 170 olarias, se tornou um grande produtor de tijolos.
Em 1830, Auguste Virebent registrou a patente para a invenção de um sistema de prensa de tijolos. Este é um marco na industrialização do tijolo. Ele também desenvolveu a "plintotomia", invenção que funciona como um cortador de biscoitos, para cortar diversos formatos de argila fresca. Essa técnica elimina a necessidade de escultores e industrializa a fabricação de tijolos.

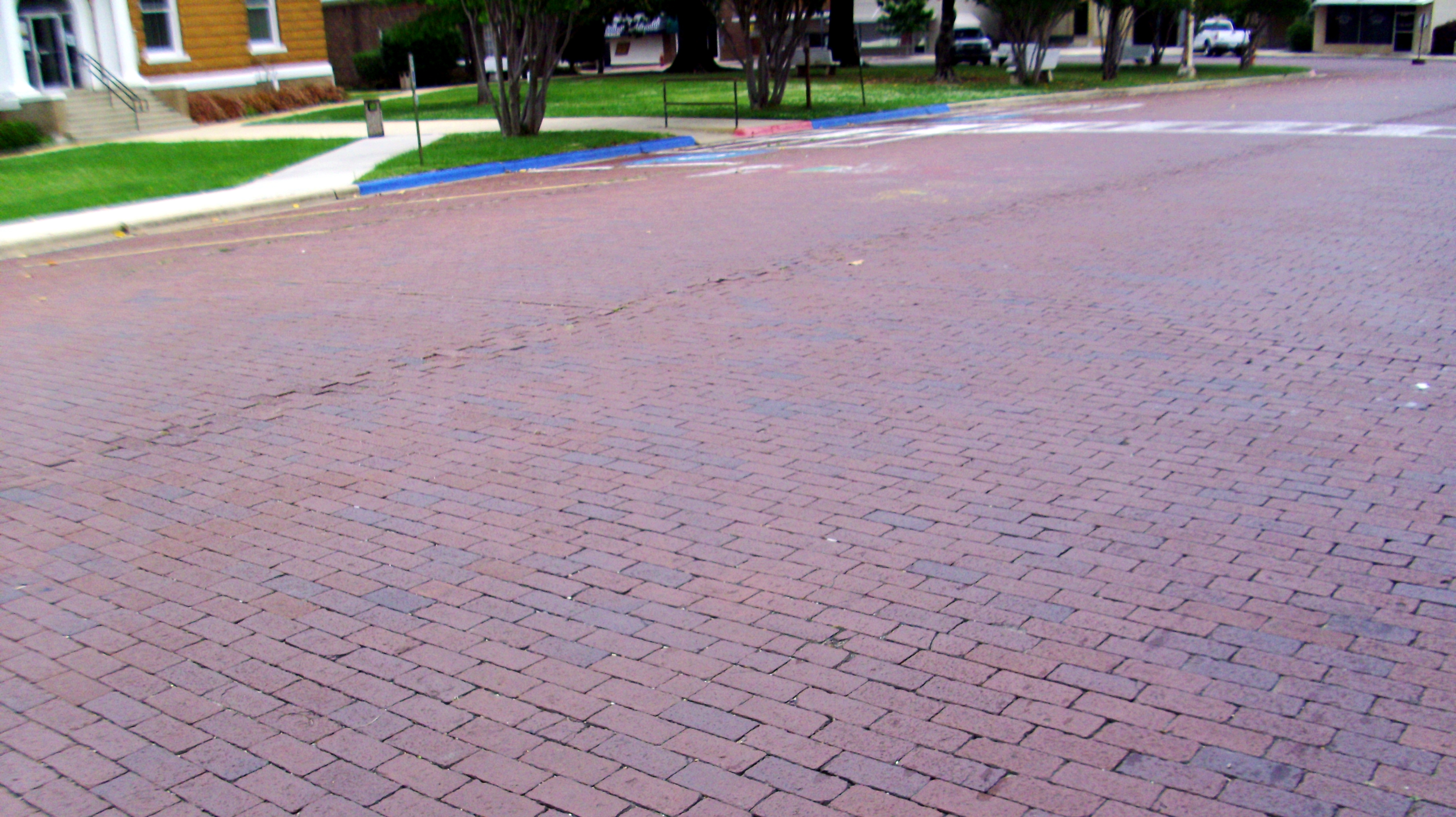
Rua pavimentada com tijolos nos Estados Unidos.

A transição do método tradicional de produção conhecido como moldagem manual para uma forma mecanizada de produção em massa ocorreu lentamente durante a primeira metade do século XIX. Possivelmente, a primeira máquina de fabricação de tijolos de sucesso foi patenteada por Henry Clayton, empregado na Atlas Works em Middlesex, Inglaterra, em 1855, e era capaz de produzir até 25 mil tijolos por dia com pouca supervisão. Seu aparato mecânico logo recebeu grande atenção depois que foi adotado para uso pela South Eastern Railway Company para a fabricação de tijolos em sua fábrica perto de Folkestone. A máquina desenvolvida pela empresa Bradley & Craven Ltd, patenteada em 1853, aparentemente era anterior a de Clayton e dominou o mercado de máquinas de fabricação de tijolos. Antecedendo Clayton e Bradley & Craven Ltd., entretanto, foi a máquina de fabricação de tijolos patenteada por Richard A. Ver Valen de Haverstraw, Nova York, em 1852.

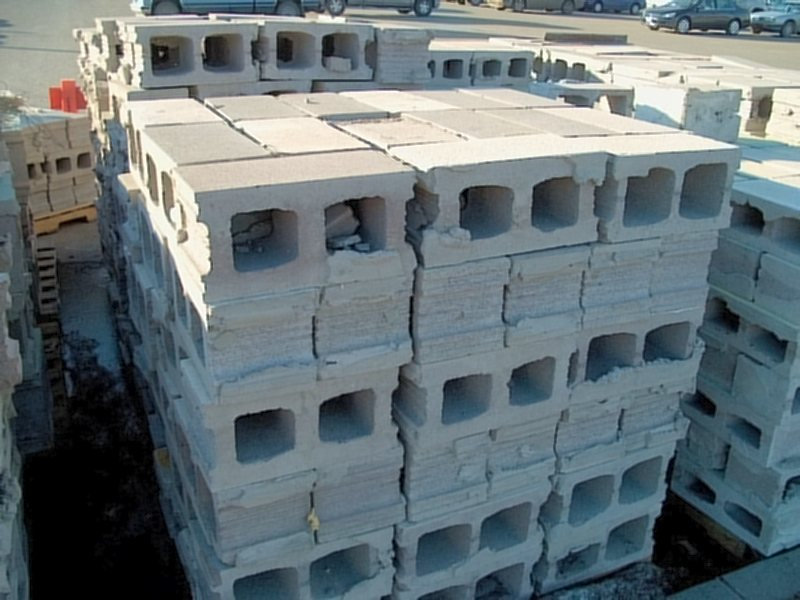
Tijolos de concreto.

Após o pioneiro trabalho na década de 1950 realizado pelo Instituto Federal de Tecnolofia de Zurique e pelo Building Research Establishment em Watford, Reino Unido, tornou-se viável o uso de alvenaria aprimorada para a construção de estruturas de até 18 andares de altura. Com isso, o uso de tijolos permaneceu amplamente em edifícios de pequeno e médio porte, pois o aço e o concreto são materiais superiores para a construção de arranha-céus.
No século XX, no pré-guerra, o tijolo foi posto de parte, passando o aço e o betão a serem os elementos construtivos de eleição. Hoje em dia, a utilização de tijolos está cada vez mais em desuso, mas não abandonada; passou a ter uma função meramente decorativa, em detrimento da função estrutural de outrora.

## Fabricação
Os tijolos podem ser fabricados ou feitos a partir de argila, argila xistosa, silicato de cálcio ou cimento; a argila é a matéria mais comum. Em 2007, foi inventada uma nova forma de fazer tijolos tendo como base cinzas volantes.
Depois da argila ser extraída, normalmente do fundo de um rio próximo ao local de fabricação, esta passa por uma fase de apodrecimento ou purificação; nesta fase, o objectivo é livrar a argila de impurezas e substâncias estranhas.
Logo após, a argila é preparada, amassada com água e triturada em uma maquina conhecida como picador, ou, ainda, é amassada e aglutinada por tração animal.
Segue a argila por uma esteira ou transportada por tração animal/humano a fase de modelação, em que a argila é moldada em paralelepípedos, através de cilindros e ferramentas de corte.
Depois da argila ser moldada, ela é posta para secar no sol por um período de 1 a 2 dias, e, para finalizar, os blocos de argila são cozidos em fornos que usam como combustível lenha, pó de serragem, lixo corporativo, lixo de gráficas, tendo seu tempo médio de cozimento em torno de três dias.
Após o cozimento, os tijolos são postos para secar por ação do tempo ou por ventiladores industriais e, logo após, lançados ao comércio e uso.

### Terra crua

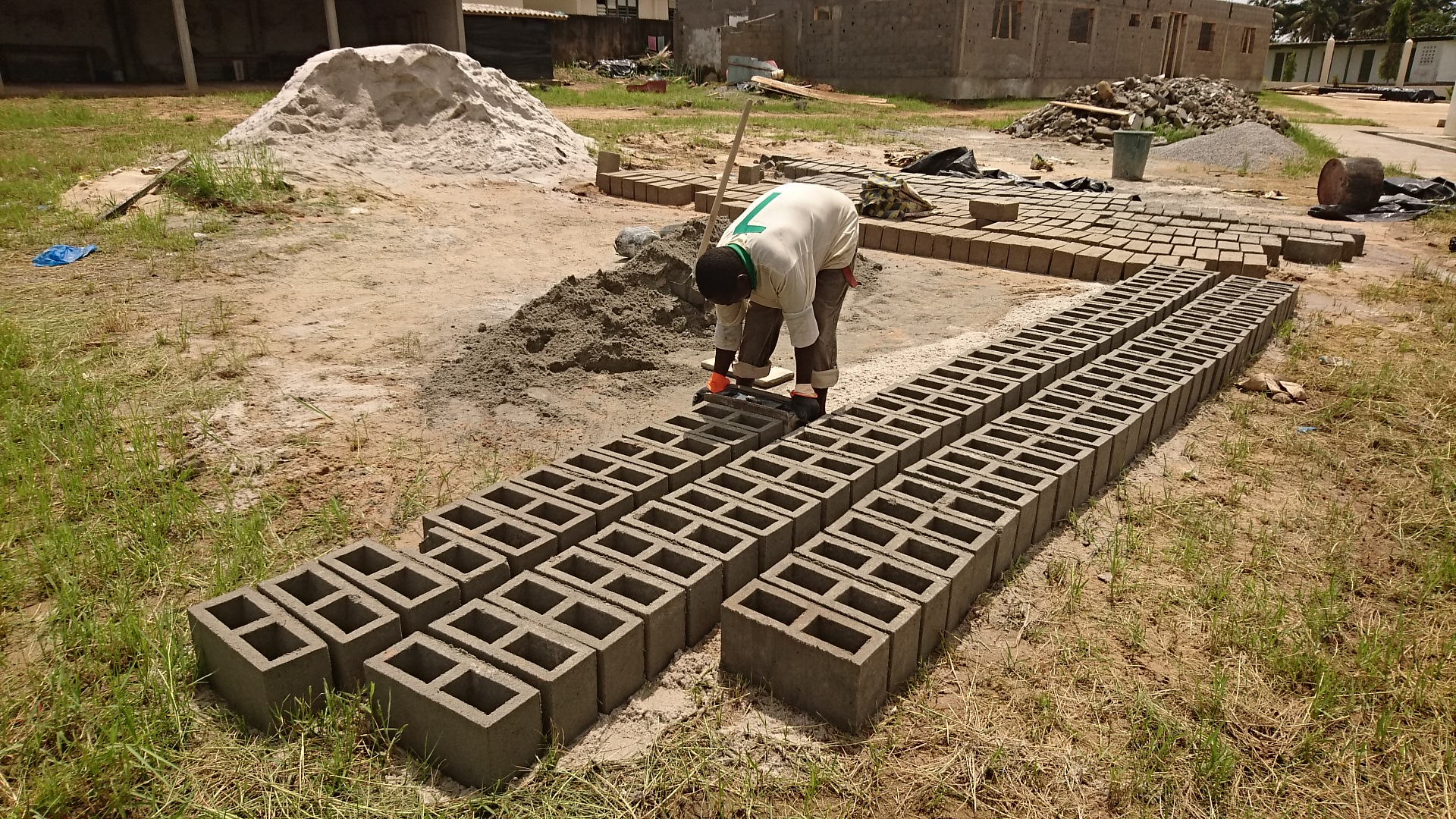
Fabricação tradicional de tijolos na Costa do Marfim.

Antes da mecanização, os homens retiravam  argila com materiais achatados de ferro. Depois de extraída a argila, era realizada uma moagem para o refinamento da matéria-prima. Assim, com a adição de água em grandes quantidades obtinha-se uma pasta homogênea, com a plasticidade desejada. Amassar, antes com os pés e depois com máquinas potentes, permite retirar as últimas pedras presentes na massa. Esta fase de preparação da argila termina com o apodrecimento, durante a qual a argila fica "descansando". "Esta etapa tem por finalidade fermentar ao ar as partículas orgânicas existentes no barro, tornando-as coloidais e aumentando a plasticidade da massa".
Este trabalho manual de produção dos tijolos deu sua forma característica. Com a mecanização do processo de fabricação, foi possível obter tijolos de diferentes tamanhos, perfeitamente idênticos. Um sistema de corte automático molda tijolos a partir de porções de argila. O tijolo então passa por uma série de secagens que evitarão rachaduras e estilhaços durante a queima.

## Tipos de tijolo

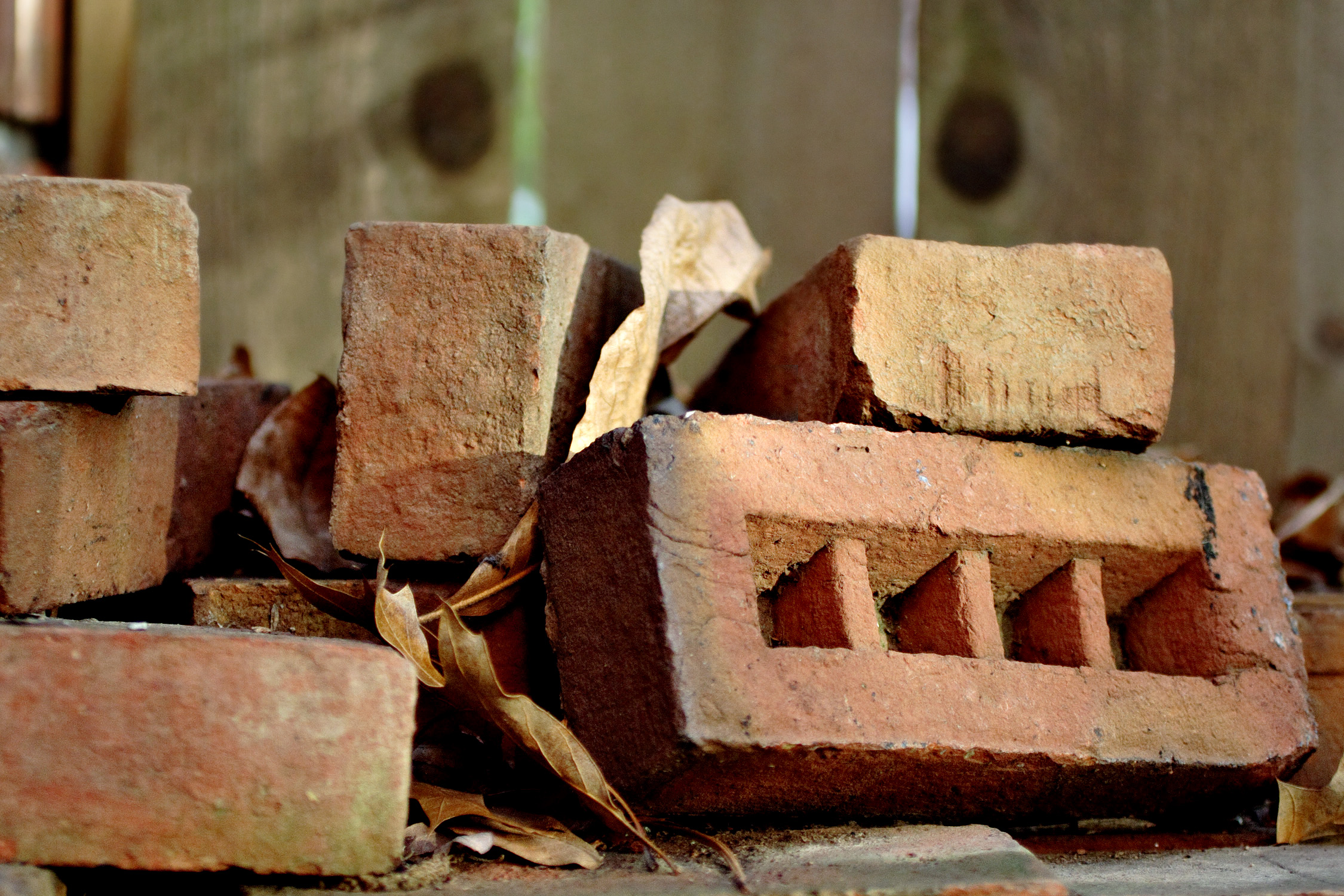
Tijolo furado

Segundo a massa, os tijolos estão divididos nas seguintes tipologias:
- Maciço: tipo de tijolo sem espaços vazios.
- Burro: tipo de tijolo maciço com dimensões:0,23 x 0,11 x 0,07 m, o que lhe permite ser disposto de várias formas, dando origem a vários tipos de aparelhos.
- Manual ou tosco: é moldado manualmente.
- Furado .
- Oco: é atravessado interiormente por canais longitudinais ou transversais.

Segundo o material utilizado, os tijolos estão divididos nas seguintes tipologias:
- Holandês: tipo de tijolo que tem aspecto vidrado.
- Flutuante: feito com magnésio poroso e sílica, é menos denso que a água, logo flutua.
- Refractário: feito com material refratário, que o torna resistente ao calor.
- De vidro: feito com duas camadas de vidro e ar entre elas.

Nas olarias brasileiras, os tipos mais comuns de fabricação de tijolos são os tijolos com furos, podendo variar de 4, 6 ou 8 furos, ou ainda, usando o tijolo sem furos, conhecido popularmente como tijolinho.
Também nas olarias brasileiras, os tijolos são classificados por sua cor, sendo os mais claros os cozidos, o qual se atribui um valor financeiro mais alto, os mais escuros de recozidos, o qual se atribui um valor financeiro mais baixo, e, logo após, vem os tijolos defeituosos, o qual, cabe ao dono da olaria julgar se podem ser aproveitados ou não e, caso apareça um comprador disposto a levar as sobras, atribuir um preço por elas.

## Usos

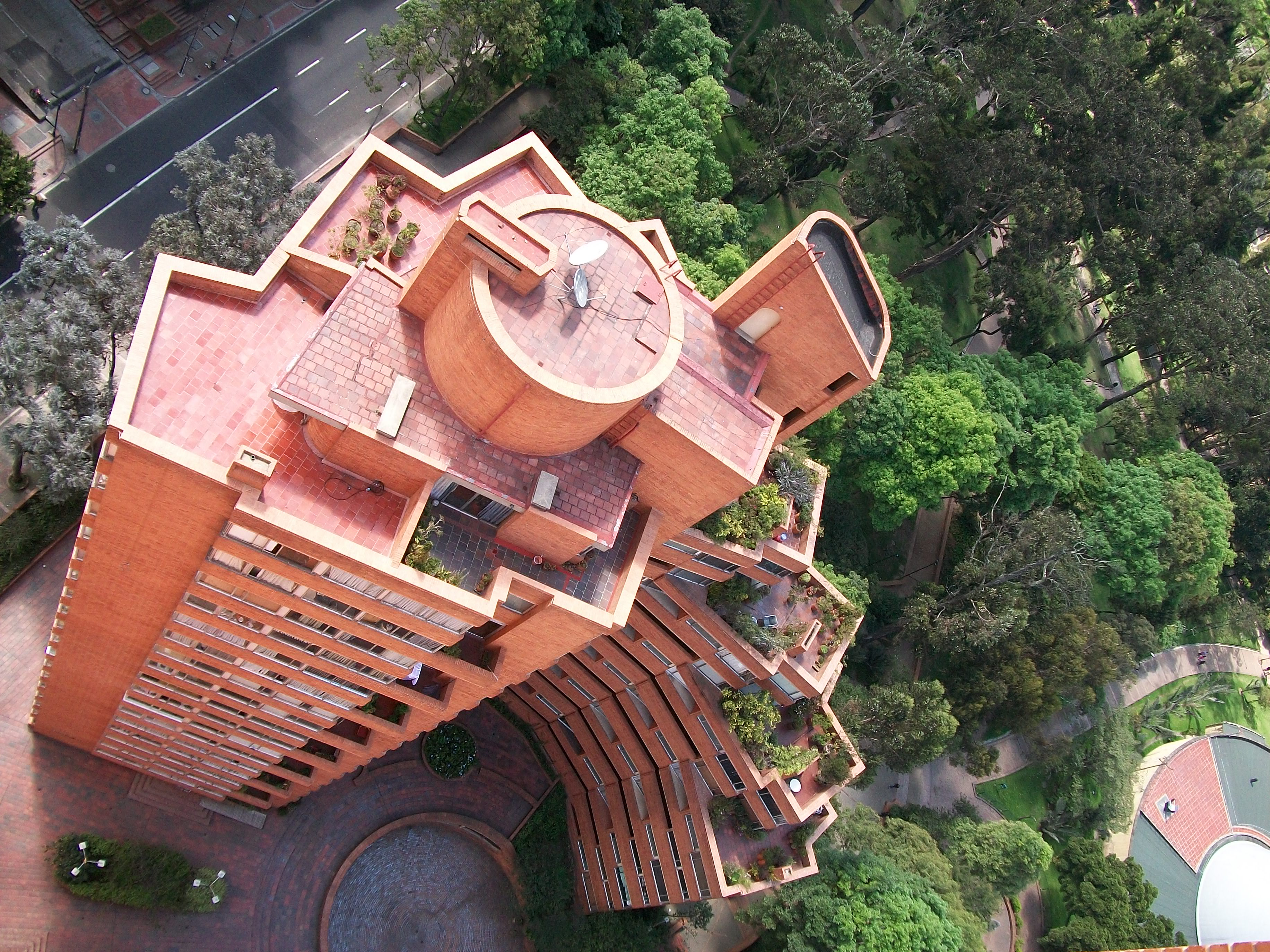
Torre B do Conjunto Residencial Torres del Parque, Bogotá, Colômbia

Nos Estados Unidos, os tijolos têm sido usados tanto para edifícios quanto para calçadas. Exemplos de uso de tijolos em edifícios podem ser vistos em edifícios do período colonial e outras estruturas notáveis em todo o país. Os tijolos foram usados em pavimentos, especialmente durante o final do século XIX e início do século XX. A introdução do asfalto e do concreto reduziu seu uso em pavimentos, mas eles ainda são por vezes instalados como um método para redução da velocidade dos veículos motorizados ou como uma superfície decorativa em calçadas. Por exemplo, no início do século XX, a maioria das ruas da cidade de Grand Rapids, Michigan, era pavimentada com tijolos. Hoje, existem cerca de 20 quarteirões de ruas pavimentadas com tijolos, totalizando menos de 0,5% de todas as ruas nos limites da cidade. Assim como o que aconteceu em Grand Rapids, vários municípios nos Estados Unidos começaram a substituir ruas de tijolos por concreto asfáltico barato em meados do século XX.
O arquiteto colombiano Rogelio Salmona se destacou pelo uso extensivo de tijolos vermelhos em seus edifícios e por usar formas naturais como espirais, geometria radial e curvas em seus projetos.

## Geometria e dimensões
A forma de um tijolo é, normalmente, um prisma retangular. Os dois planos maiores são chamados base, os dois planos laterais são os lados, e os outros dois, os menores, são as faces. Geralmente o comprimento da base é duas vezes maior que o comprimento da face (na prática é duas vezes o comprimento da face mais o espaço ocupado pelas juntas). Este tipo de tijolo é chamado tijolo Burro.
Na Inglaterra, o comprimento e a largura do tijolo comum permanecem razoavelmente iguais desde 1625, quando o tamanho foi regulamentado por lei em 9 por 4+1⁄2 por 3 polegadas, mas a profundidade variou de cerca de 2 polegadas (51mm) ou menos a cerca de 2 polegadas e 1/2 (64mm) mais recentemente.
Nos Estados Unidos, o tamanho padrão dos tijolos modernos são especificados de acordo com seu uso. O mais comum é o tijolo modular, que tem as dimensões reais de 194 × 92 × 57 milímetros e as dimensões nominais de 203 x 101 x 67 milímetros, o que facilita o cálculo do número de tijolos em uma determinada parede.

## Aparelho
O chamado tijolo burro, devido às suas dimensões regulares, presta-se a uma vasta gama de aparelhos:
- Aparelho à meia vez - consiste em colocar uma fila de tijolos, e a fila superior fica deslocada "meio tijolo" para o lado; a fila que se sucede vai ter a mesma configuração da primeira.
- Aparelho francês - consiste em colocar pares de tijolos alternadamente (em filas) "esquerda-direita" / "frente-trás".
- Aparelho inglês - igual ao aparelho francês, mas a posição também se altera nas próprias filas.
- Aparelho ao alto ou ao cutelo - semelhante ao aparelho à meia vez, mas o tijolo encontra-se na vertical.

## Tijolos inteligentes
Cientistas da Universidade de Illinois, nos EUA, criaram um tipo de tijolo que tem a capacidade de monitorizar de perto, ou melhor, faz parte do elemento monitorizado. O objectivo principal destes tijolos é assegurar a resistência de uma parede, por exemplo. O método de utilização é bastante simples: são colocados vários tijolos, em pontos distintos de um edifício, no meio de tijolos normais; esses tijolos estão ligados a uma rede que depois faz medições de oscilações e possíveis deslocamentos da estrutura. Desta forma pode-se prevenir grandes desastres e prevenir dos efeitos de catástrofes naturais, como por exemplo sismos ou tornados.

## Ensaios de resistência
Existem vários ensaios comuns para este tipo de material construtivos. Alguns deles são:
- Ensaio à compressão
- Ensaio à eflorescências